# Анна Велика Комнина
Вижте пояснителната страница за други личности с името Анна Комнина.
Анна Велика Комнина (на гръцки: Άννα Μεγάλη Κομνηνή; * ок. 1312; † септември 1342), известна и като Анна Анахутлу (на латински: Anna Anachatlou), е императрица на Трапезунд с малки прекъсвания от 17 юли 1341 до 3 септември 1342 г.

## Биография
Дъщеря е на Трапезундския император Алексий II Велики Комнин (1282 – 1330) и съпругата му – грузинката Джиаджак Якели, дъщеря на еристави (княз) Бека III Джакели. Сестра е на Андроник III Велики Комнин, император от 1300 до 1332 г.
До 1341 г. Анна е монахиня в манастир. След убийството на нейния брат, император Василий (1332 – 1340), властта поема неговата вдовица и убийца Ирина Палеологина. По молба на благородниците от Трапезунд Анна напуска манастира и предявява претенции към престола. Навсякъде по пътя ѝ до столицата хората се присъединяват към нея. През юли 1341 г. тя стига до стените на града, чиито жители отстраняват императрица Ирина и на 17 юли 1341 г. провъзгласяват Анна за императрица.
Три седмици по-късно на пристанището акостират три кораба от Константинопол, с които пристига Михаил Велики Комнин, син на император Йоан II и чичо на Анна. Михаил е определен от византийския император Йоан V Палеолог (полубрат на Ирина) за съпруг на Ирина, но заварва там Анна, което поставя началото на нова борба за трона. В крайна сметка Анна е свалена и Михаил е провъзгласен за император. Благородниците обаче го арестуват в деня на коронизацията му и го изпращат в изгнание на остров „Ünye“ в Черно море. Така Анна става отново императрица. Тя обаче е марионетка на благородниците, които всъщност управляват империята.
През септември 1342 г. синът на Михаил Велики Комнин, Йоан, успява да превземе Трапезунд с помощта на генуезцуте. По негова заповед Анна е удушена, а верните ѝ поддръжници в двора са екзекутирани. Така, след отстраняване ѝ от престола, властта преминава в ръцете на Йоан III (1342 – 1344).